# Dumbo (pel·lícula de 2019)
Dumbo (más conocido como Joan Canela) és una pel·lícula estatunidenca de fantasia i aventures de 2019 dirigida per Tim Burton, amb un guió d'Ehren Kruger. El film reimagina la clàssica pel·lícula animada de 1941 de Walt Disney del mateix títol, que a la vegada estava basada en la novel·la de Helen Aberson and Harold Pearl del mateix nom. És protagonitzada per Colin Farrell, Michael Keaton, Danny DeVito, Eva Green i Alan Arkin, Nico Parker i Finley Hobbins, i també Edd Osmond com el personatge del títol. La història parla d'una família que treballa en un circ ambulant i que troba un elefant amb orelles extremadament llargues que és capaç de volar.
Els plans per a una adaptació d'imatge real de Dumbo van ser anunciats el 2014, i va ser confirmat com el director el març de 2015. La majoria del repartiment va signar el març de 2017 i el rodatge va començar el juliol de 2017 a Anglaterra, durant fins al novembre. És la quarta pel·lícula dels remakes d'imatge real o d'animació per ordinador foto-realística sobre pel·lícules anteriorment d'animació tradicional de Disney i la primera de les quals Disney ha programat per a estrenar el 2019, juntament Aladdin, The Lion King, i La dama i el rodamón.
Dumbo va preestrenar-se a Los Angeles l'11 de març de 2019, i es va estrenar als cinemes dels Estats Units el 29 de març de 2019. La pel·lícula no va complir les expectatives a taquilla, recaptant 353 milions de dòlars a nivell mundial amb un pressupost de 170 milions de dòlars i també va rebre crítiques diverses dels crítics, que van elogiar la seua ambició però van dir que no s'ajustava al seu potencial.